# 51 Eridani b

51 Eri b fue descubierta en 2014 por el "Gemini Planet Imager"

51 Eridani b es un planeta "similar a Júpiter" que orbita alrededor de la joven estrella 51 Eridani, en la constelación de Eridanus. Su ubicación está a unos 100 años luz de distancia, y tiene aproximadamente 20 millones de años de edad.
Su descubrimiento fue en diciembre del 2014 por un equipo de investigadores, liderados por el profesor de la Universidad de Stanford (Estados Unidos), Bruce Macintosh y fue anunciado el 14 de agosto del 2015.